# Colosses de Memnon
Pour les articles homonymes, voir Memnon.
Les colosses de Memnon sont deux sculptures de pierre monumentales situées sur la rive occidentale de Thèbes, au lieu-dit Kôm el-Hettan, sur la route qui mène à la nécropole thébaine. Elles sont les derniers vestiges du gigantesque temple des millions d'années d'Amenhotep III, construit durant la XVIIIe dynastie, qui n'existe plus de nos jours.
Depuis 1998, le site du temple est fouillé par la « Mission des colosses de Memnon et du temple d'Aménophis III », dirigée par l'égyptologue Hourig Sourouzian.
Le colosse nord, à droite lorsqu'on fait face au monument, et dont parlent les auteurs anciens en tant que Memnon, est celui qui se fissura et s'effondra en partie, à la suite d'un tremblement de terre, en l'an 27 av. J.-C..

## Temple d'AmenhotepIII
Les deux statues colossales se dressaient sur le parvis du temple des millions d'années d'Amenhotep III, qui était alors le plus grand ensemble cultuel de la rive ouest de Thèbes. La taille de ces deux colosses laisse imaginer à quelle dimension fut pensée et réalisée cette entreprise par Amenhotep fils de Hapou, architecte du pharaon.
Le temple s'étendait alors du premier pylône, dont la hauteur équivalait à celle des colosses, jusqu'aux limites des terres arables, quelque cinq cents mètres plus loin. Il n'en reste que des vestiges épars, tant les monuments qu'il contenait servirent de carrière dès les temps antiques. On en a retrouvé des reliefs dans le temple que se fit construire Mérenptah, le fils et successeur de Ramsès II, à peine un siècle plus tard.
Jusqu'en 2002, des terres arables cultivées recouvraient la surface du temple, ne laissant apparaître que les colosses ; depuis lors, des fouilles ont lieu afin de mieux comprendre l'architecture et le plan de ce sanctuaire dédié à Amon et à la gloire d'Amenhotep III lui-même.
Outre les deux fameux colosses, on connaît les traces d'au moins trois pylônes et d'une grande colonnade menant à une grande cour solaire qui devait précéder une ou plusieurs salles hypostyles et le sanctuaire lui-même. Dans la grande cour, dont l'aspect devait se rapprocher de celle que le roi fit édifier à Louxor sur l'autre rive, de grands colosses osiriaques d'Amenhotep III devaient être intercalés entre chaque grande colonne. On peut désormais voir les bases de ces colonnades sur place, ainsi que des pieds gigantesques, restes isolés des grandes statues qui rythmaient le péristyle. On a également retrouvé une grande stèle commémorative du règne, qui était dressée au niveau du deuxième pylône.

## Description des colosses

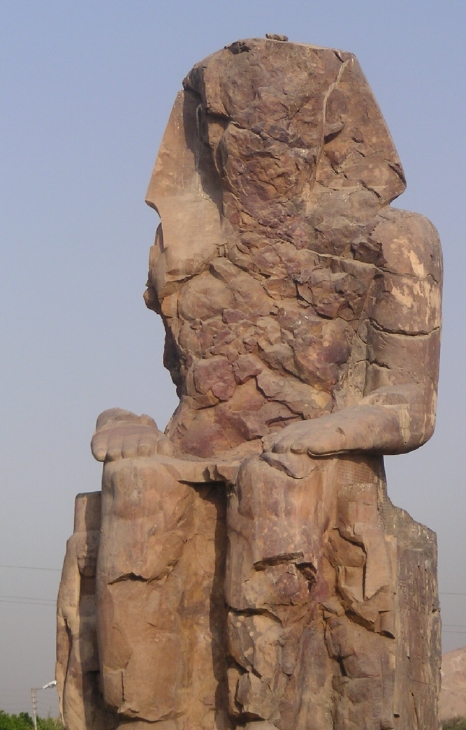
Colosse sud.

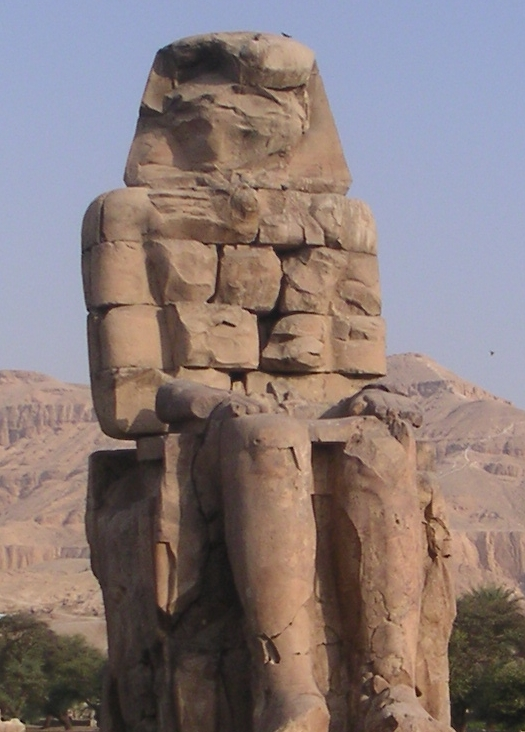
Colosse nord.

Les deux colosses représentent le pharaon assis sur le trône de ses ancêtres, les mains posées sur les genoux ; de chaque côté de ses jambes sont figurées sa mère, Moutemouia, et son épouse, Tiyi. Sur les deux côtés du trône figure une représentation symbolique de l'union de la Haute-Égypte et de la Basse-Égypte, le Sema-Taouy, représenté par deux figures du « Nil » nouant le papyrus et le lotus, symboles du « double pays ». Une tête de faucon, attribut d'Horus, distingue le colosse nord.
Ces deux monolithes ne sont faits ni de calcaire, ni de granite, ni de grès, mais d'une brèche siliceuse de quartzite, « masse de cailloux agatisés liés entre eux par une pâte d'une dureté remarquable. Cette matière très dense et d'une dureté tout à fait hétérogène offre à la sculpture des difficultés peut-être plus grandes que celles que présente le granite ; cependant, les sculpteurs égyptiens en ont triomphé avec le plus grand succès ».
Les dimensions, prises sur le colosse sud, sont les suivantes :
- Hauteur du piédestal : 3,30 m (à moitié enfoncé dans le sol) ;
- Aire du piédestal : 10,5 × 5,5 m ;
- Hauteur de la statue : 13,97 m ;
- Hauteur totale : 17,27 m ;
- Hauteur totale initiale supposée avec la couronne manquante : 21 m ;
- Masse : piédestal 556 tonnes ; colosse 749 tonnes ; masse totale 1 305 tonnes[3].

Les dimensions, prises sur le colosse nord, sont les suivantes :
- Hauteur du piédestal : 3,6 m (à moitié enfoncé dans le sol) ;
- Aire du piédestal : 10,5 × 5,5 m ;
- Hauteur de la statue : 14,76 m ;
- Hauteur totale : 18,36 m ;
- Hauteur totale initiale supposée avec la couronne manquante : 21 m ;
- Masse : piédestal 602 tonnes ; colosse 758 tonnes ; masse totale 1 360 tonnes.

Cependant les derniers calculs donnent des résultats plus proches des 1 800 tonnes, car ils prennent en compte la densité de la matière (le granite).[réf. nécessaire]
Une majorité d'égyptologues admettent que les mégalithes ayant servi à façonner ces deux colosses proviennent de la carrière de Gebel el Ahmar, située près du Caire.
Les couches de la roche dont sont extraits les deux colosses sont orientées différemment l'une et l'autre. Le colosse sud voit les couches de son matériau disposées verticalement, tandis que celles du colosse nord le sont horizontalement. Cela indique que le premier fut extrait de sa gangue à l'horizontale (couché), tandis que le second le fut à la verticale (dressé).
Des traces très nettes laissées par l'utilisation d'outils ont pu être relevées sur le colosse nord. Les anciens Égyptiens ont donc dû résoudre des problèmes de transport et de génie civil importants afin de mener à bien leur érection : transport fluvial sur une longue distance, érection de masses rocheuses trois fois plus lourdes que les classiques obélisques et façonnage d'un matériau très dur.[réf. nécessaire]

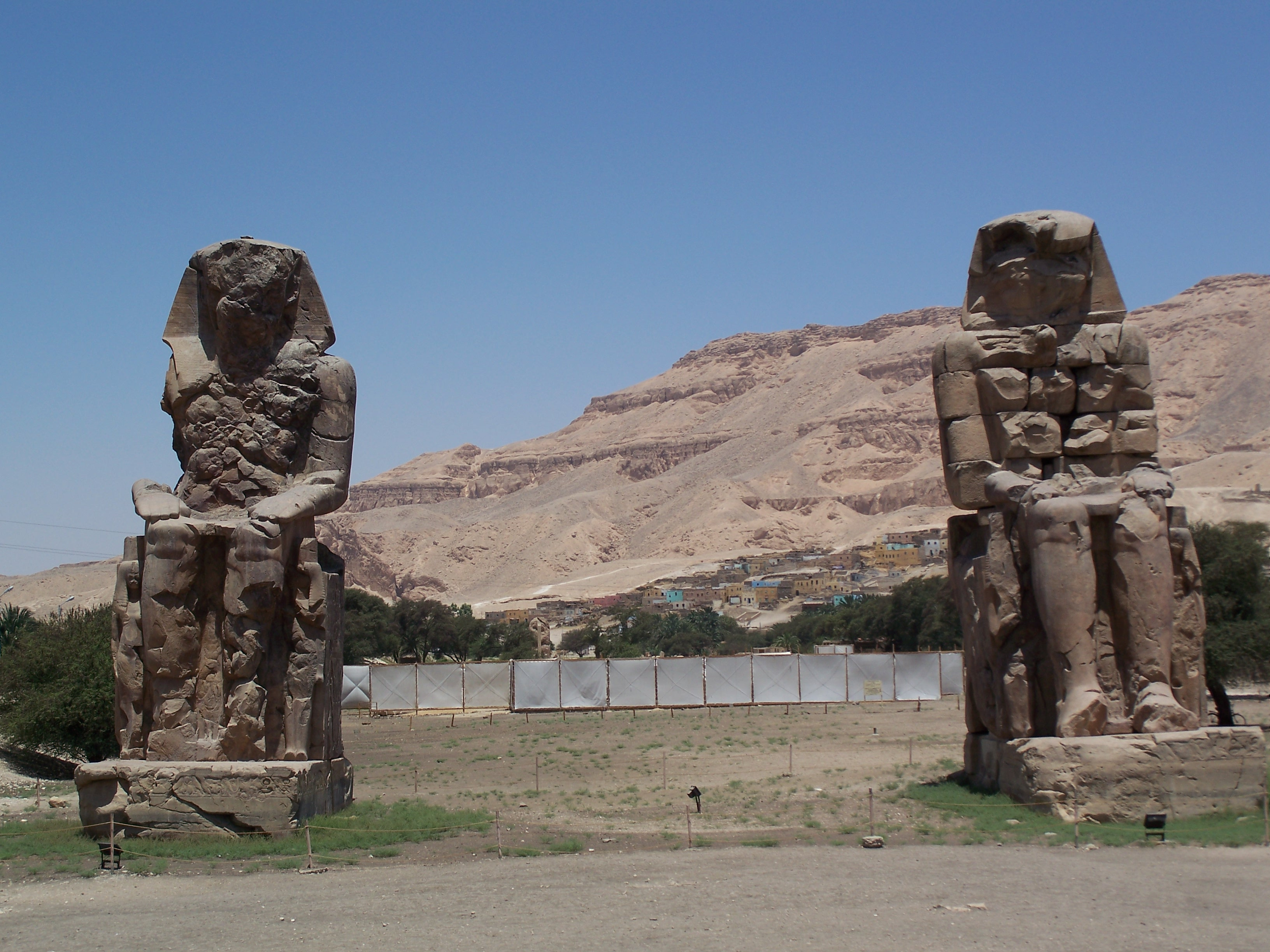
Les colosses.
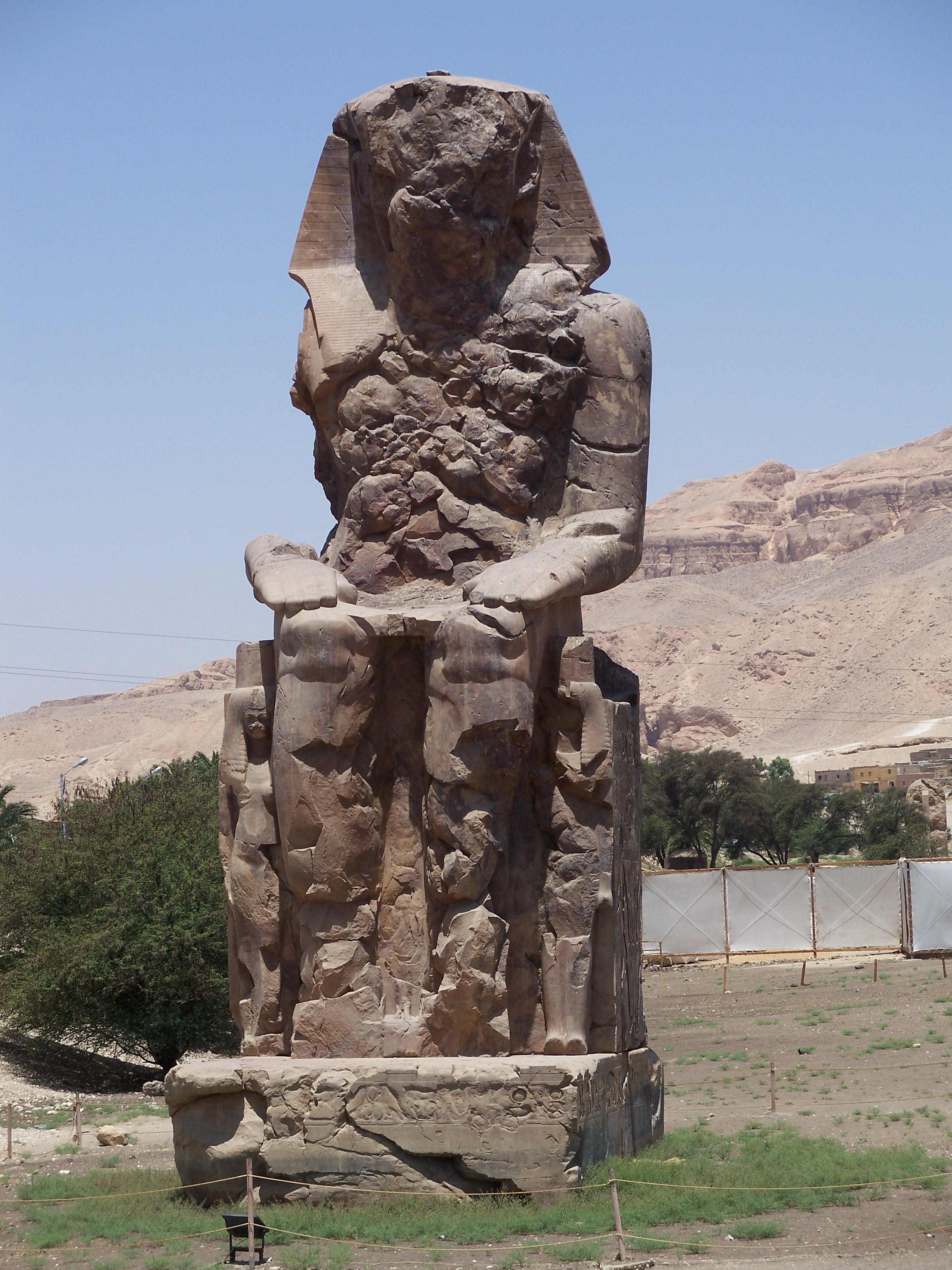
Le colosse sud.
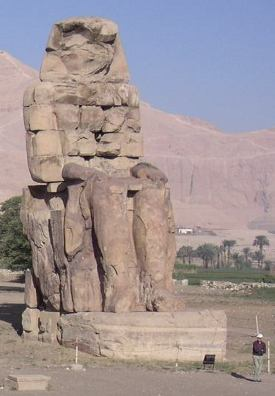
Le colosse nord.
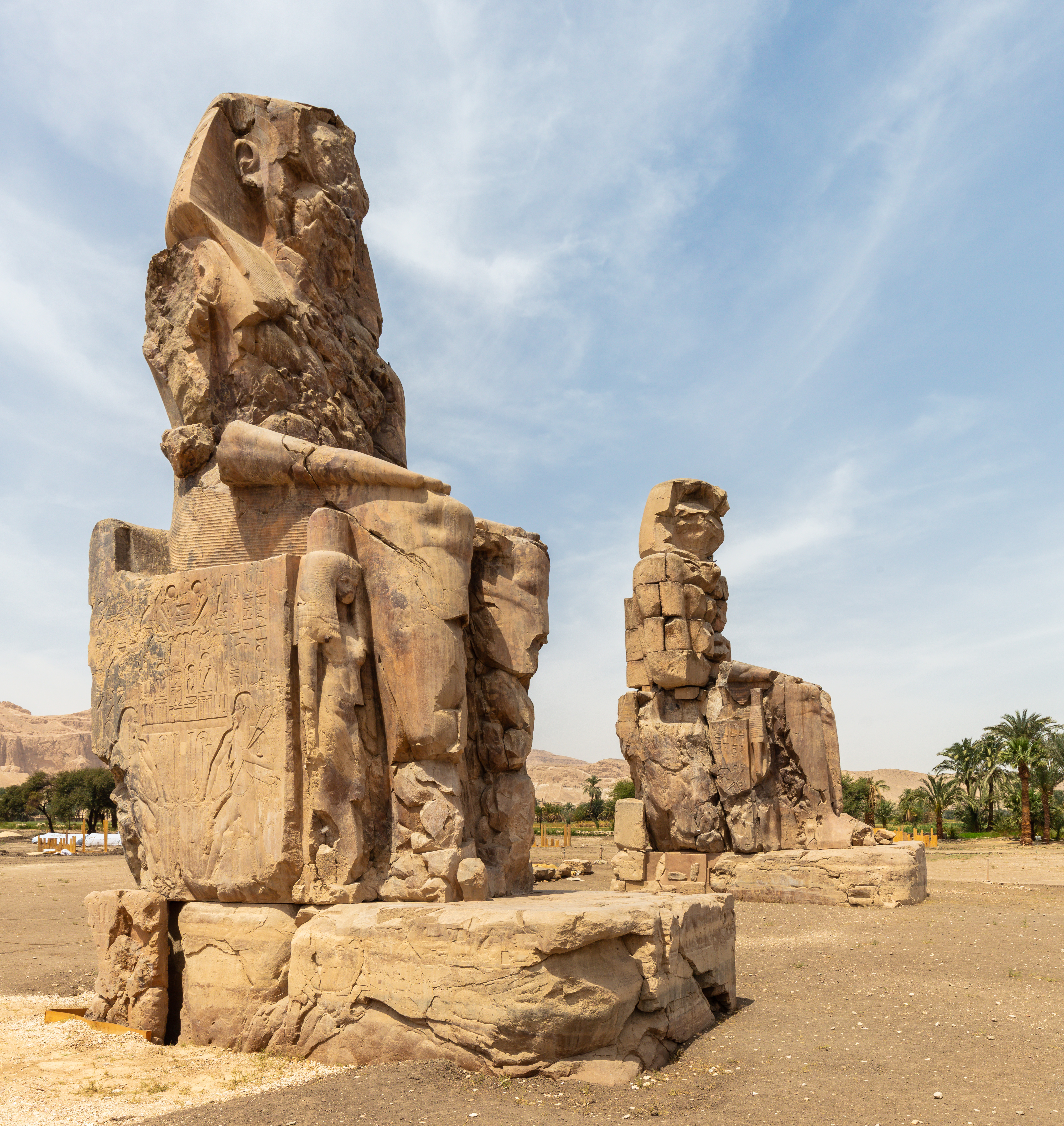
Les colosses, avril 2022.

## Le phénomène acoustique

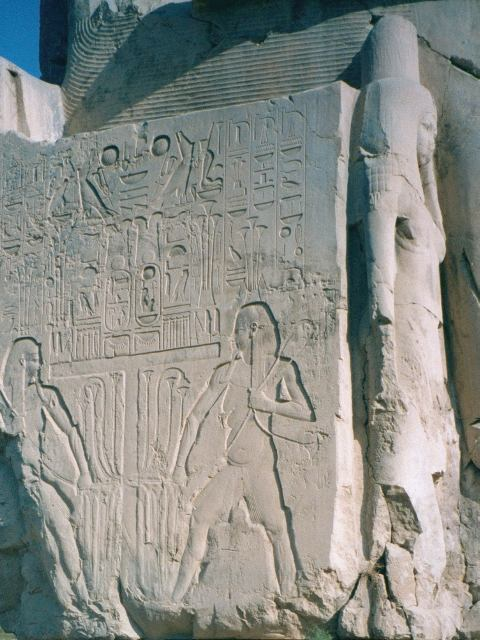
Détail du flanc droit du colosse sud, avec deux bas-reliefs flanqués de la divinité Hapi et, à droite, une image de l'épouse royale Tiyi.

Strabon, historien et géographe grec du Ier siècle, est le premier auteur à mentionner les colosses :
« Sur cette même rive se dressaient naguère presque côte à côte deux colosses monolithes : de ces colosses, l'un s'est conservé intact, mais toute la portion supérieure de l'autre à partir du siège a été renversée, à la suite, paraît-il, d'un violent tremblement de terre. »
— Extrait de la traduction d'Amédée Tardieu.
Un séisme a effectivement eu lieu en 27 av. J.-C., un an avant le passage de Strabon ; la statue fissurée est la plus septentrionale, c'est-à-dire celle de droite lorsque l'on regarde les colosses de face. Une légende persistante voudra néanmoins que la statue ait été détruite par le roi achéménide Cambyse II, célèbre pour son impiété.
Strabon ajoute que depuis lors, selon une légende locale, la statue se met à « chanter » au lever du soleil et témoigne avoir entendu lui-même le phénomène. Il décrit le son produit comme « un bruit analogue à celui que produirait un petit coup sec » mais se montre circonspect quant à son origine. Devenue une véritable curiosité, la statue est ensuite mentionnée par Pline l'Ancien, Tacite, qui parle du « son d'une voix humaine » ou encore Pausanias, qui évoque le son d'« une corde de cithare ou de lyre qui se rompt ».
Ce phénomène est interprété par les Anciens comme le cri de Memnon, héros de la guerre de Troie, accueillant sa mère, l'Aurore,. Pausanias explique :
« On lui donne généralement le nom de Memnon, qui étant, dit-on, parti de l'Éthiopie avec une armée, traversa l'Égypte et s'avança jusqu'à Suse. Mais les Thébains ne veulent pas que cette statue soit Memnon, et ils y voient Phaménophis (Amenhotep III), Égyptien. J'ai aussi entendu dire qu'elle représente Sésostris. »
— Extrait de la traduction de M. Clavier.
Philostrate d'Athènes consacre à la statue une longue description dans sa Vie d'Apollonios de Tyane. Pour lui, Memnon n'est pas mort à Troie de la main d'Achille, comme le veut la tradition, mais « en Éthiopie, où il régna durant cinq générations ». Il ajoute :
« La statue de Memnon est tournée vers l'Orient : elle représente un jeune homme imberbe ; elle est en pierre noire. Les deux pieds sont joints, suivant l'usage des sculpteurs du temps de Dédale ; les deux mains sont droites et appuyées sur le siège : on dirait un homme assis qui va se lever. (...) Lorsque le premier rayon éclaira la statue (ce qui arrive au lever du soleil), [les voyageurs] ne se tinrent plus d'admiration. Aussitôt, en effet, que le rayon eut atteint la bouche, Memnon parla, ses yeux devinrent brillants comme ceux d'un homme exposé au soleil. Nos voyageurs comprirent alors que Memnon semble se lever devant le soleil, comme on se lève pour mieux honorer une divinité. Ils sacrifièrent au Soleil Éthiopien et à Memnon Oriental : ce sont les noms que leur donnent les prêtres. »
— Extrait de la traduction d'Alexis Chassang.
La description de Philostrate tend à montrer que les colosses sont interprétés dès le début comme Memnon se levant pour honorer le soleil, avant l'apparition du phénomène sonore, comme le confirment trois papyrus du musée égyptologique de Turin mentionnant les Memnoneia dès -112/-111.
Le phénomène a été diversement interprété à l'époque moderne : à la suite de Strabon, seul auteur ancien à faire preuve de scepticisme, on a soupçonné que des prêtres dissimulés derrière la statue produisaient eux-mêmes en frappant avec un marteau sur une pierre spéciale. Le consensus veut toutefois que le phénomène soit naturel et dû à la dilatation du quartzite sous l'effet des premiers rayons du soleil,.

## Pèlerins et témoignages
Le colosse devient rapidement un lieu de pèlerinage pour les Grecs et les Romains, qui viennent en nombre entendre l'oracle de Memnon. C'est aussi une curiosité touristique, au même titre que les pyramides. Les visiteurs ont alors l'habitude d'y laisser un graffiti, comprenant généralement la mention « audi Memnonem » (« j'ai entendu Memnon ») ainsi que leur nom et la date de leur passage.
Le colosse reçut trois visites impériales. La première eut lieu en 130, dans le cadre du grand voyage en Égypte d'Hadrien : elle est relatée dans quatre épigrammes de Julia Balbilla, poétesse et membre de l'escorte de l'impératrice Vibia Sabina. Remontant le Nil, l'empereur et sa suite assistent le 19 novembre au lever du soleil sur la plaine de Thèbes ; à l'embarras général, la statue ne chante pas et Hadrien doit revenir le lendemain pour assister au phénomène. Au IIIe siècle, l'empereur romain Septime Sévère, voulant honorer la divinité qui se manifestait chaque matin, ordonna la restauration de la statue, qui dès lors a cessé de chanter.
À l'exception des colosses, il ne reste aujourd'hui que très peu de vestiges du temple d'Amenhotep. Il se trouvait au bord de la plaine inondable du Nil et les inondations annuelles successives rongeaient ses fondations (une lithographie de David Roberts des années 1840 montre les colosses entourés d'eau) et il n'était pas rare que les souverains ultérieurs démantèlent, volent et réutilisent des parties des monuments de leurs prédécesseurs.

## Inscriptions grecques et latines

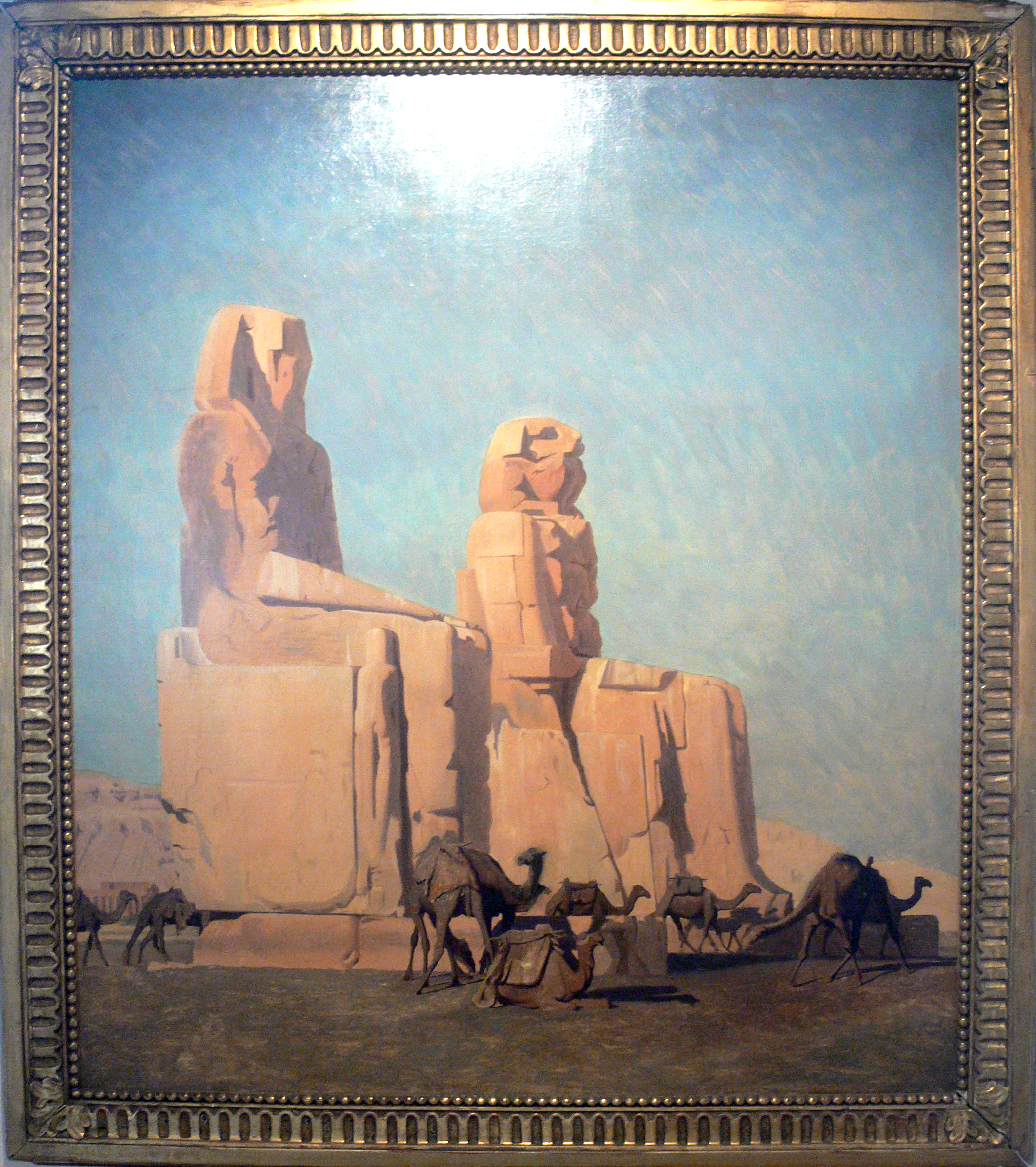
Jean-Léon Gérôme, Les Colosses de Thèbes, Memnon et Sésostris. Musée Jean-Léon Gérôme, Vesoul.

Les statues contiennent 107 inscriptions de l'époque romaine en grec et en latin, datées entre 20 et 250 après J.-C. ; ces inscriptions ont permis aux voyageurs modernes de relier les statues à la littérature grecque et latine classique. De nombreuses inscriptions incluent le nom de Memnon.
Elles furent étudiées en détail pour la première fois par Jean-Antoine Letronne dans son ouvrage de 1831 La statue vocale de Memnon considérée dans ses rapports avec l'Égypte et la Grèce, puis cataloguées dans le deuxième volume (1848) de son Recueil des inscriptions grecques et latins de l'Égypte.

Inscriptions grecques et latines
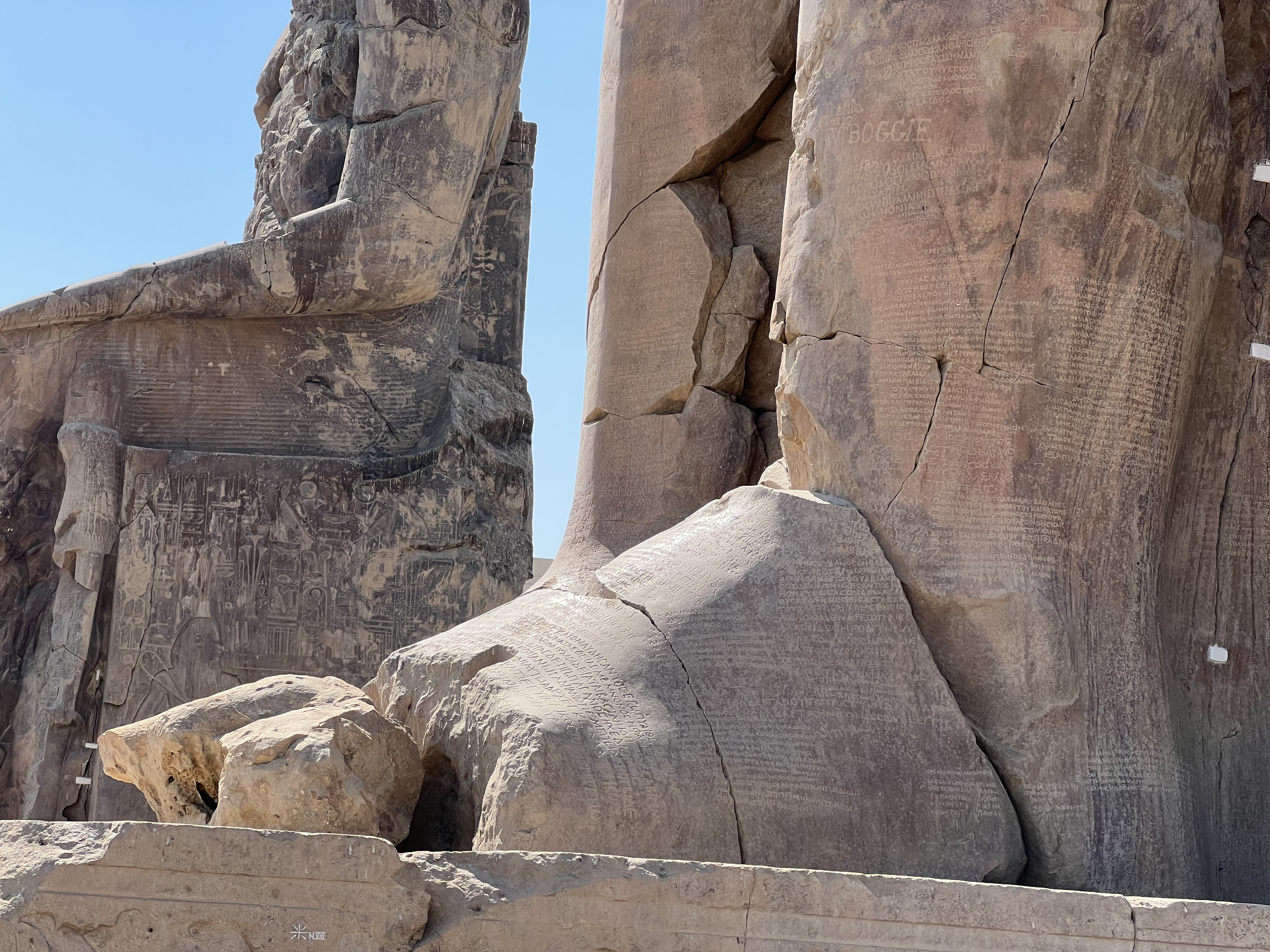
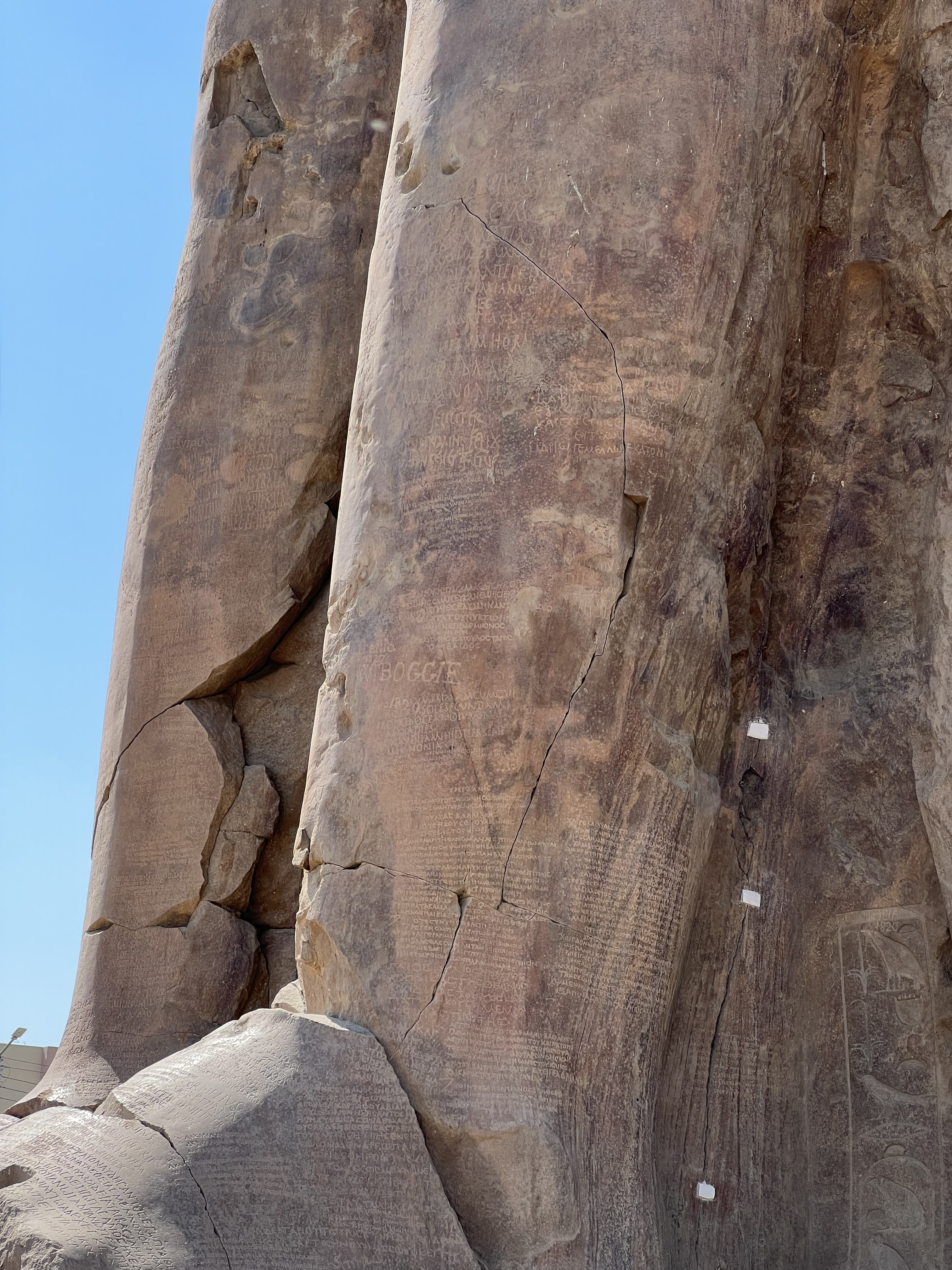
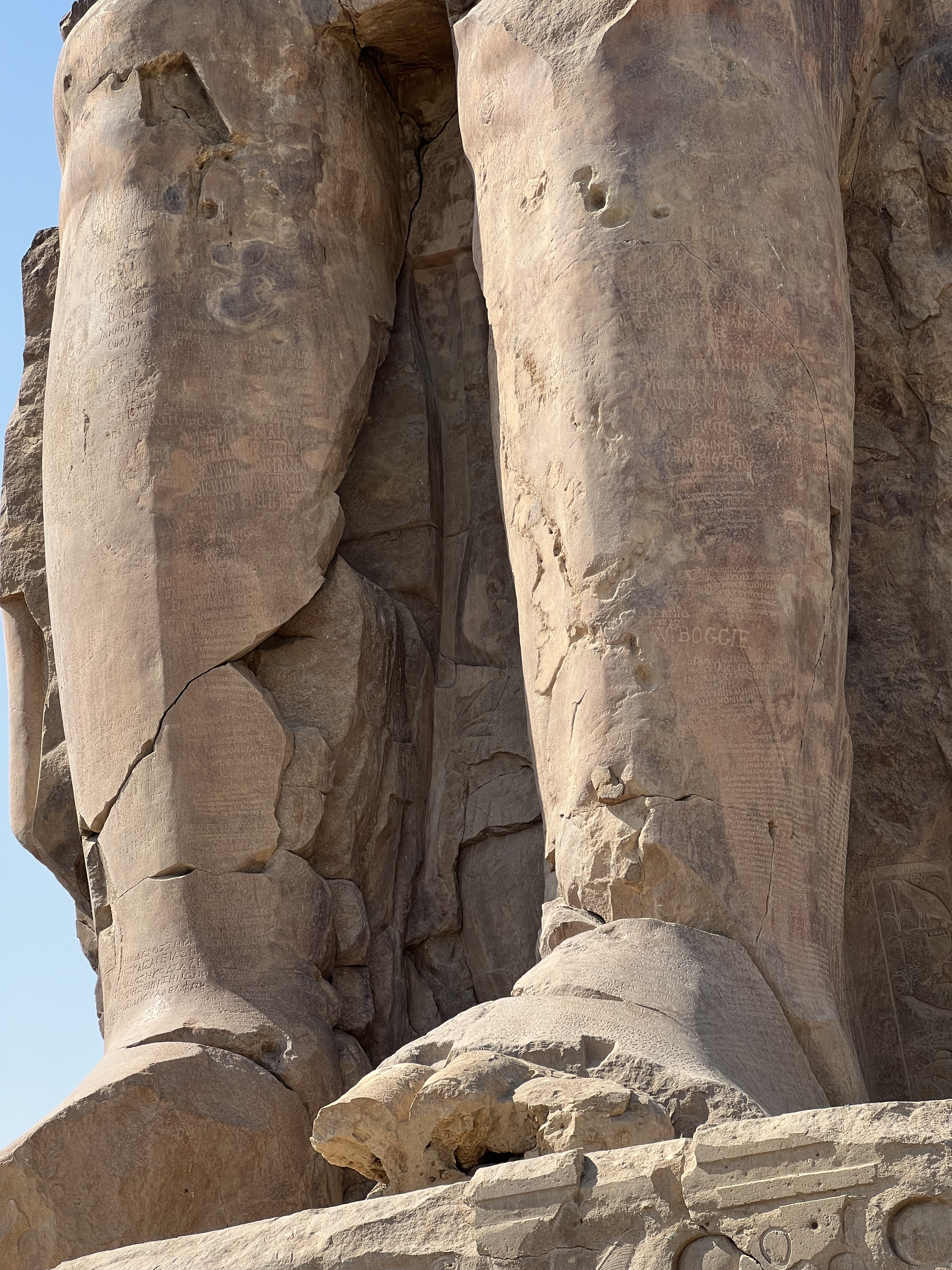
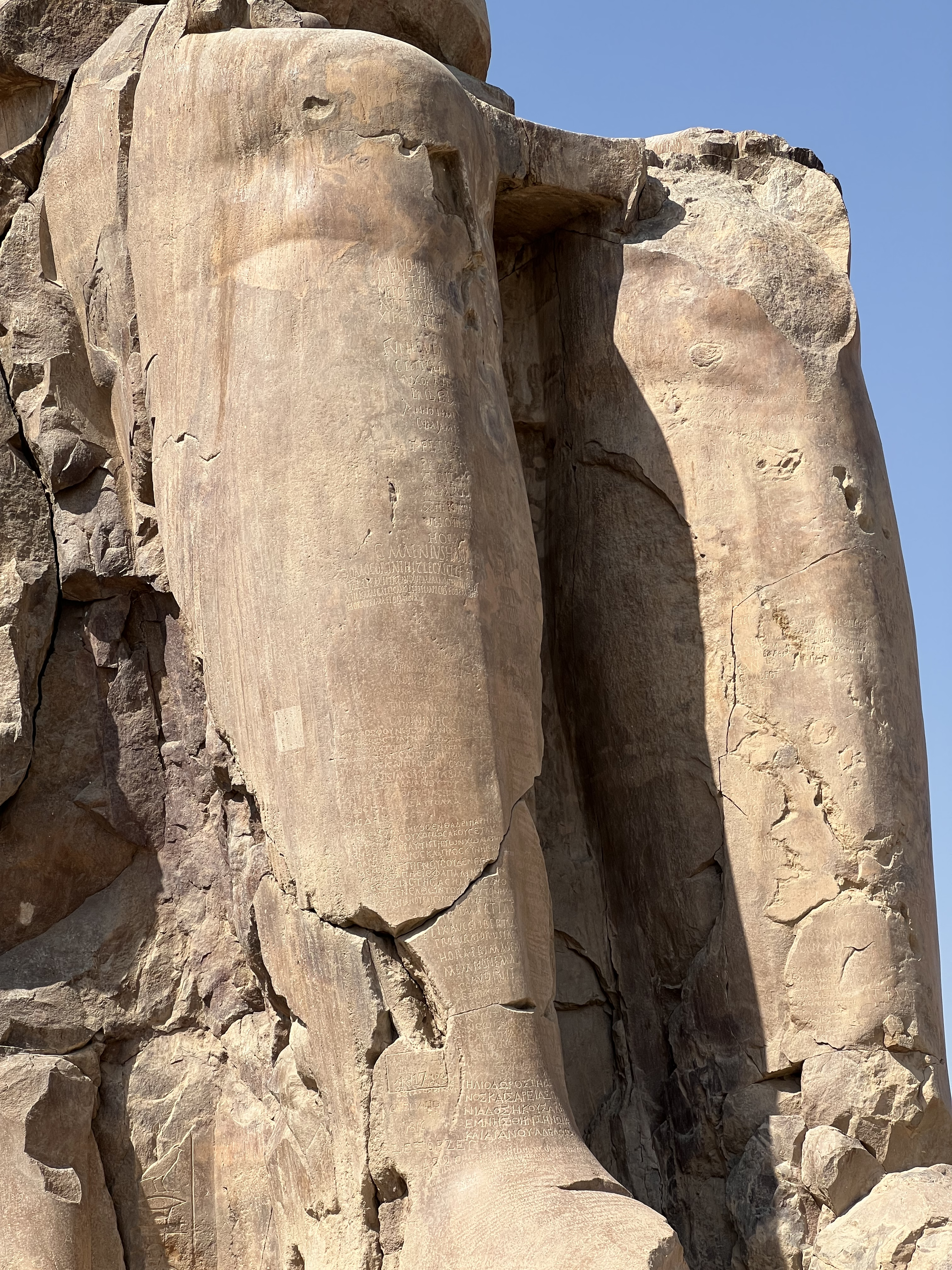
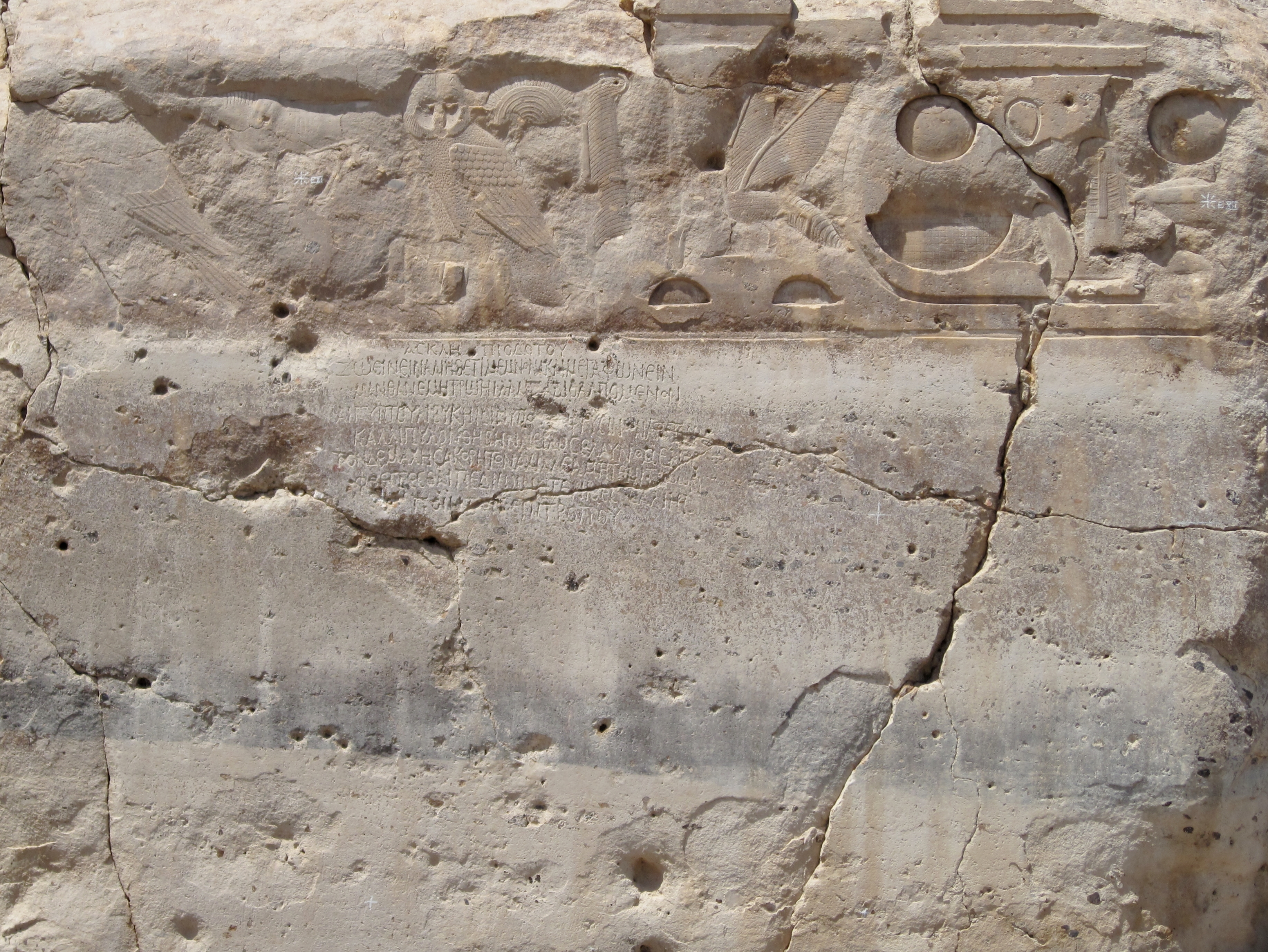
Inscriptions sur le socle.
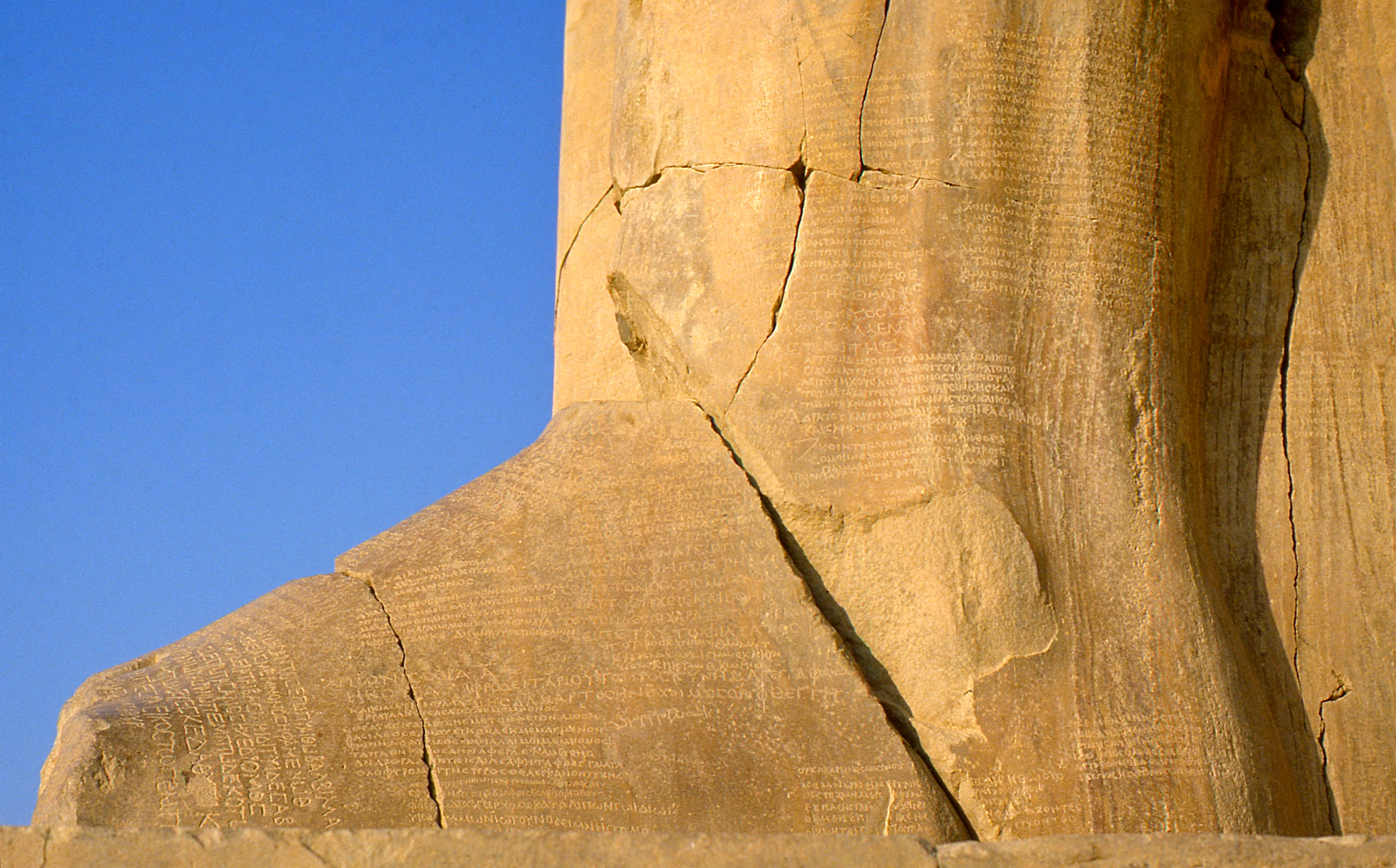
Inscriptions sur le pied.
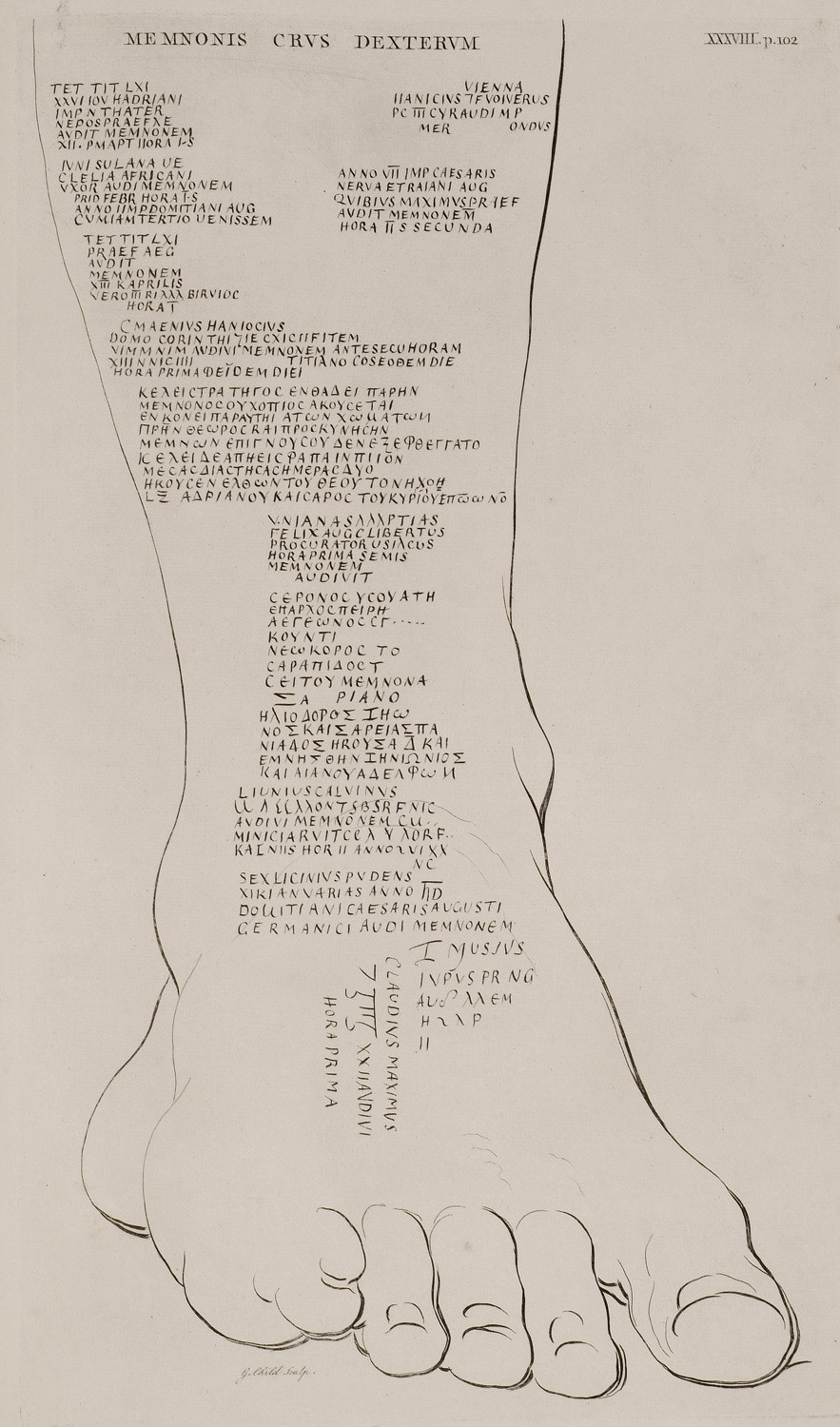
Jambe droite, transcription (1743).
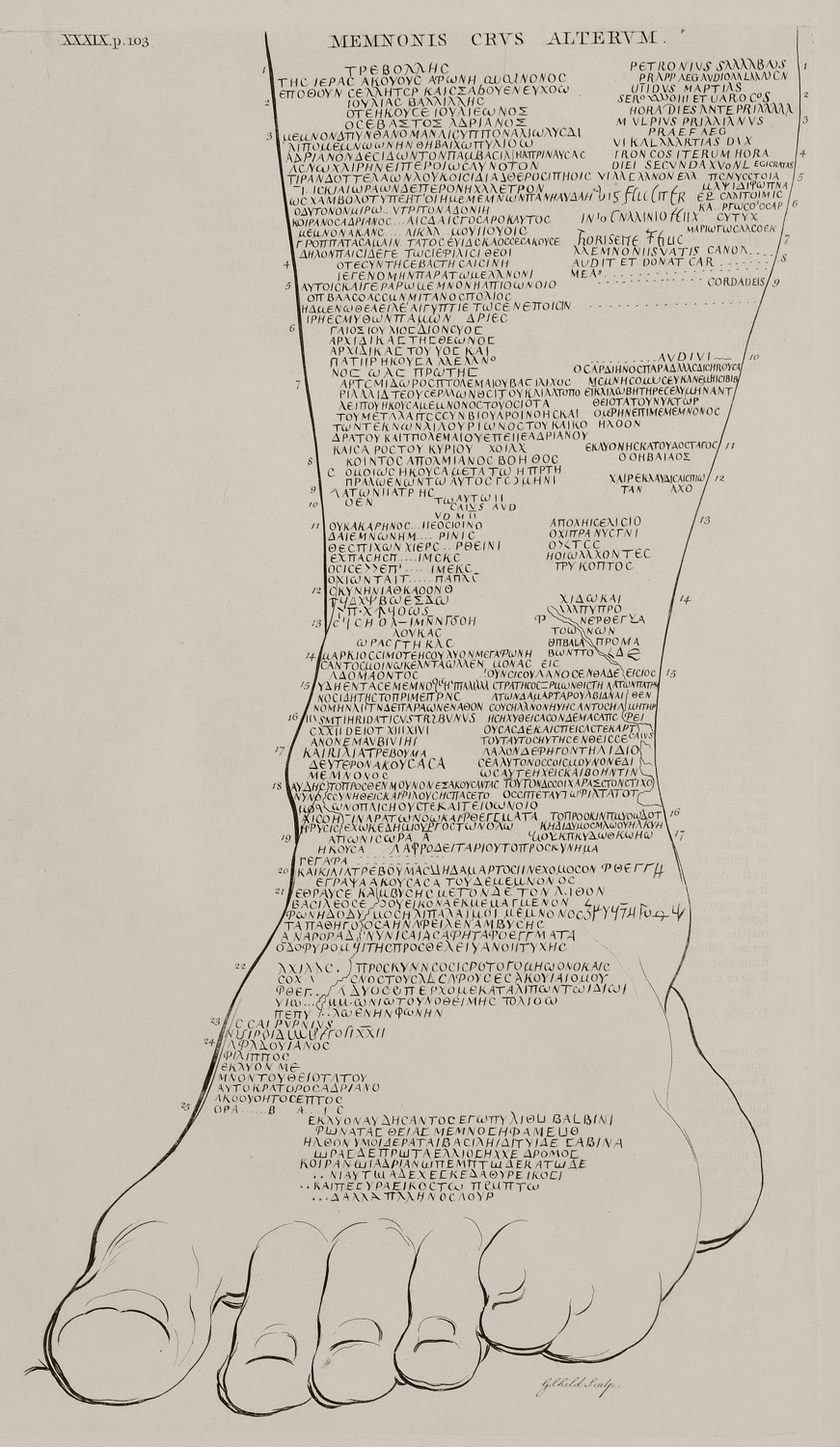
Jambe gauche.

## Représentation dans les arts
L'artiste français Jean-Léon Gérôme a peint un tableau intitulé Les Colosses de Thèbes, Memnon et Sésostris, exposé au Musée Jean-Léon Gérôme de Vesoul.

## Lieu de tournage
Une équipe de l'émission Secrets d'histoire a tourné plusieurs séquences sur le site dans le cadre d'un numéro consacré à la reine Néfertiti, intitulé Néfertiti, mystérieuse reine d'Égypte, diffusé le 23 août 2018 sur France 2.

Vue panoramique

## Notes et références

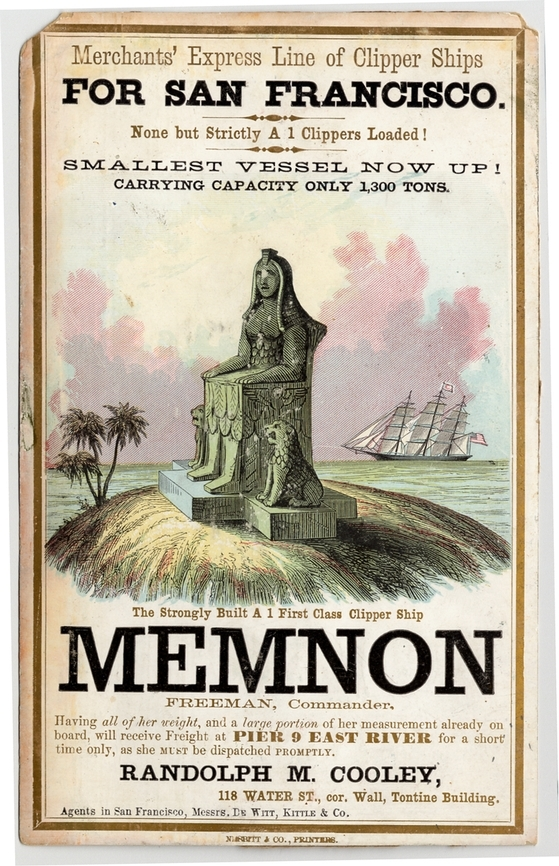
Le clipper Memnon.